# Rušje
Rušje (znanstveno ime Pinus mugo) je vrsta rodu Pinus, ki spada v družino borovk (Pinaceae). Vrsta je bila označena kot najmanj ogrožena vrsta. V gorskem svetu, natančneje subalpinskem pasu, rušje oblikuje goste združbe, ki jih imenujemo ruševje. Ponekod vrsti zaradi njenega areala razširjenosti pripisujejo tudi slovenski imeni planinski bor in gorski bor.

## Značilnosti

### Izgled
Rušje se najpogosteje pojavlja v obliki grma, četudi so bila zabeležena drevesa rušja, ki so dosegla celo 25 metrov višine. Kadar rušje zraste v drevo, je njegova krošnja stožčaste oblike. Deblo pokriva na manjše odseke deljeno lubje, ki je navadno sive do črnikaste barve. Lubje je na otip gladko. Veje so močne, dolge in prožne, navadno nameščene v smeri navzgor.

### Iglice
Rušje spada v tako imenovano skupino dvoigličnih borov (kamor sodita tudi rdeči bor, Pinus sylvestris, in črni bor, Pinus nigra), za katere je značilno, da na kratkih poganjkih skupaj izraščata zgolj dva igličasta lista. Iglice so razmeroma toge, neostre (konica je topa) in dolge od 3 do 8 centimetrov. Obarvane so živozeleno do temnozeleno.

### Cvetovi
Rumenkasti podolgovati moški cvetovi se v večjem številu pojavljajo na bazalnem delu poganjkov. Po drugi strani so ženski cvetovi v socvetjih na gornjih predelih borovih mladih dolgih poganjkov. Po dokončni zoritvi so ženski storži, dolgi do 6 centimetrov in približno toliko široki, bleščeče rjave barve.  Ob zrelosti so luske storžev razkrečene. Več storžev je postavljenih na konce vej.

## Pojavljanje
Rušje ima na Rdečem seznamu IUCN status globalno (in evropsko) najmanj ogrožene vrste. Ta vrsta bora velja za tipično grmovnico gorskega sveta. Pojavlja se predvsem v subalpinskem pasu nad gozdno mejo in raste vse do približno 2400 metrov nadmorske višine. Redkeje rušje vidimo v nižinskih predelih, kjer večinoma poseljuje vlažne alpinske doline in občasno tudi barja. Izjemoma lahko rušje zasledimo v urbanih območjih kot parkovno ali gojeno rastje.
Izraz ruševje uporabljamo za goste sestoje, ki jih tvorijo osebki rušja. V naravnem okolju je za rušje značilna hitra rast in močna tekmovalna sposobnost, zaradi česar je vrsta ponekod obravnavana kot invazivna.

## Galerija
- Storži so široki in dolgi do 6 centimetrov.
- V gorskem svetu nad gozdno mejo je rušje izjemno uspešna vrsta.
- Iglice dosežejo veličino do 8 centimetrov in se končujejo s topo konico.
- Ob zrelosti so ženski storži rjavi in imajo razprte luske.
- Rušje se navadno pojavlja kot grmovnica.
- Vrsta spada med dvoiglične bore.